# Cista

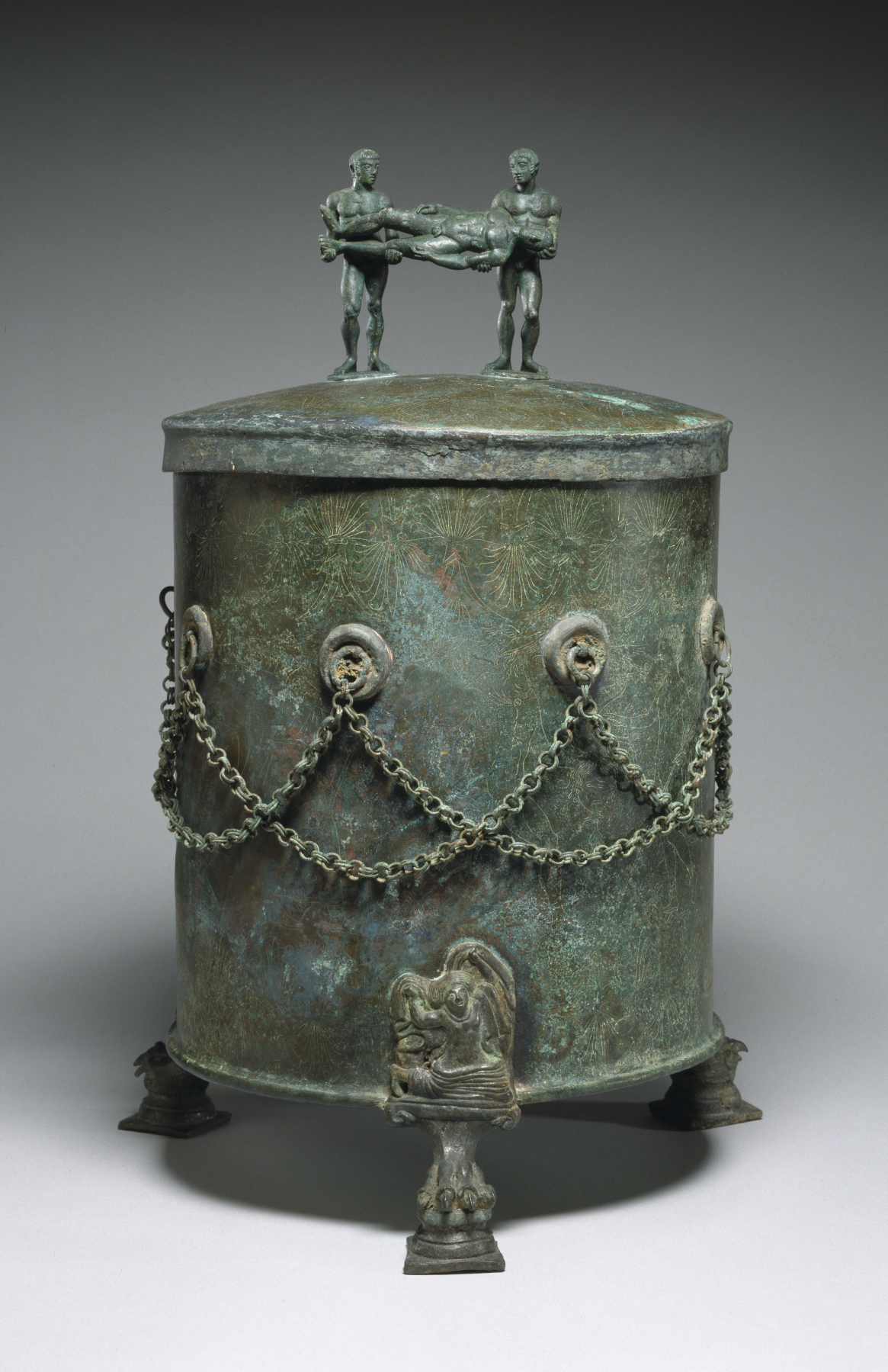
Etruszk cista

A cista (ejtsd ciszta) hengeres testű, általában kétfülű doboz vagy edény, amely az ókorban főleg kozmetikai szerek tárolására szolgált. Díszítésük néhány párhuzamosan körbefutó bordán van elhelyezve.
Nálunk általában sodronyos cistának nevezik ezeket, és az ún. hallstatti kultúra maradványai. Vékony bronzlemezekből készültek. Füleik rendesen félkör alakú, sokszor csavart drótból készült fogantyúk, amelyek a nyílásra szegecselt hurkokba vannak akasztva. Ezek az edények annyira jellegzetesek és annyira elütnek minden más bronzedénytől, hogy egy pillantás meggyőz arról, hogy ezek mind egy és ugyanazon civilizáció maradványai; földrajzi elterjedésük egyuttal azon népnek elterjedése és vándorlási útja felől is felvilágosítást nyújt, amely azokat készítette. Csak az a kérdés, hogy mely népnek tulajdonítandók.

## Elterjedése
Bertrand a galatáknak, vagy keltáknak tulajdonította őket, akik aztán a Duna völgyén keresztül terjesztették volna el előbb a mai Németországban, aztán Itáliában. Az újabb kutatások e vándorlásnak éppen megfordított útját mutatták ki. Már Gozzadini úgy találta, hogy ezen edények gyártásának középpontja Bologna környéke, tehát éppen Itália a kiindulópont, ahonnan azután elterjedt felé, mégpedig – ahogyan Mortillet feltételezte – azon kereskedők útján, akik az ebben a korszakban különösen kedvelt balti borostyán beszerzése érdekében a balti és az északi tenger partjáig elkalandoztak. 
Az eddig ismert cisták közül, amelyeknek száma mintegy százra tehető, negyvenöt darab, tehát csaknem fele a bolognai, négy pedig a vele szomszédos hercegségekből került elő.
- Magában Bolognában (Certosa, San-Paolo és egy közkertben) harminchatot találtak: egyet Monteveglióban, hármat Marzabottóban, hármat Ramontéban, egyet Toianóban és egyet Bagnarolában.
- Ugyancsak felső Olaszországban, tehát szinte Bologna környékén, találtak egyet a parmai, egyet a modenai, egyet az estei s egyet a rimini hercegségben.
- Kettő Dél-Olaszországból is ismeretes, mégpedig egy, bár ismeretlen lelőhelyről, a nápolyi múzeumban, egy pedig Nocerában.
- Felső-Olaszországból kiindulva aztán kettős utat követ a borostyánkereskedés és vele a cisták elterjedése is. Az egyik ut a Duna völgye, amelyből a Visztula, az Odera, az Elba és a Weser völgyébe ágazik az út, amelyen keresztül eljut Caverzanóba, ahol hármat, Tirolba, ahol Moritzing mellett egyet, Salzburgba, ahol Hallstatt mellett hatot, Magyarországra (kurdi lelet) továbbá Lengyelországba, ahol Kalisz mellett egyet, Poznańban, hol Primendorf mellett egyet, Hannoverben, ahol ötöt és egyet Nienburg, négyet Luttum mellett, s végre Holsteinban, ahol egyet Meyenburg, egyet pedig a Lübeck melletti Pansdorfon találtak mint a legészakibb lelőhelyen. A másik út a Rajna völgyén vezet keresztül, s ezen át jutottak e cisták egyrészt Svájcba, másrészt Franciaországba és Belgiumba.

## A leghíresebb leletek
- Ficoroni-cista
- Kurdi lelet (A Tolna vármegyei Kurdon tizenkettőt találtak, amelyekből kilenc darabot Apponyi Sándor gróf a Magyar Nemzeti Múzeumnak ajándékozott)